# Akbarābād (ort i Iran)
Akbarābād (persiska: اکبر آباد) är en ort i Iran.   Den ligger i provinsen Fars, i den centrala delen av landet, 700 km söder om huvudstaden Teheran. Akbarābād ligger 1 518 meter över havet och antalet invånare är 98 342.
Terrängen runt Akbarābād är varierad.Runt Akbarābād är det ganska tätbefolkat, med 179 invånare per kvadratkilometer. Akbarābād är det största samhället i trakten. Omgivningarna runt Akbarābād är i huvudsak ett öppet busklandskap.